# دي بيلت
دي بيلت De Bilt  هي بلدية ومدينة بهولندا، في مقاطعة أوترخت. وتعتبر مقر المعهد الملكي الهولندي للأرصاد الجوية (KNMI). كما تعتبر موطن أجداد وتحمل نفس اسم عائلة فاندربيلت بالولايات المتحدة.

## طوبوغرافيا
خريطة طوبوغرافية هولندية لبلدية دي بيلت، يونيو 2015، (تقرأ بعد ثلاث نقرات على الخريطة).

## معرض صور

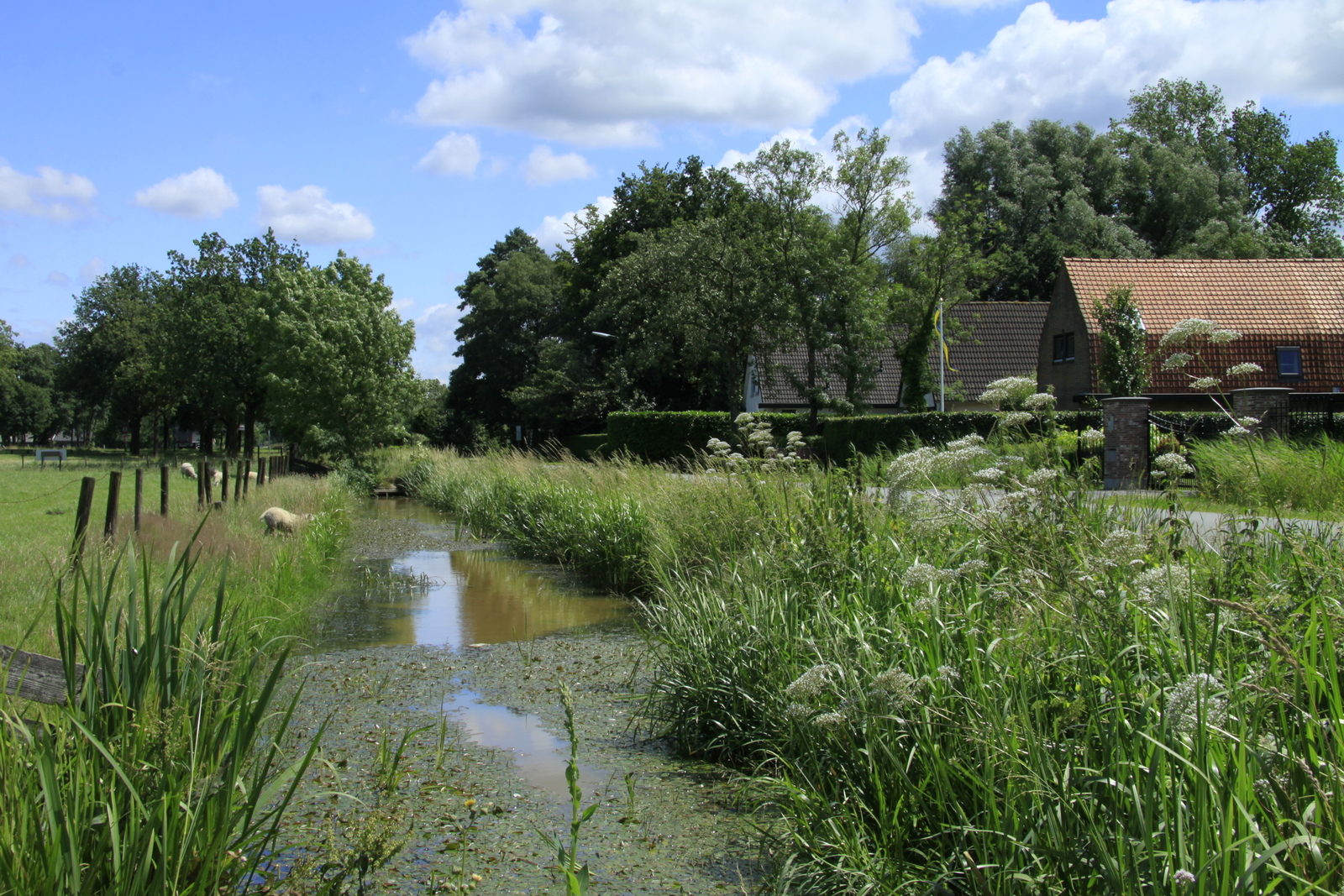
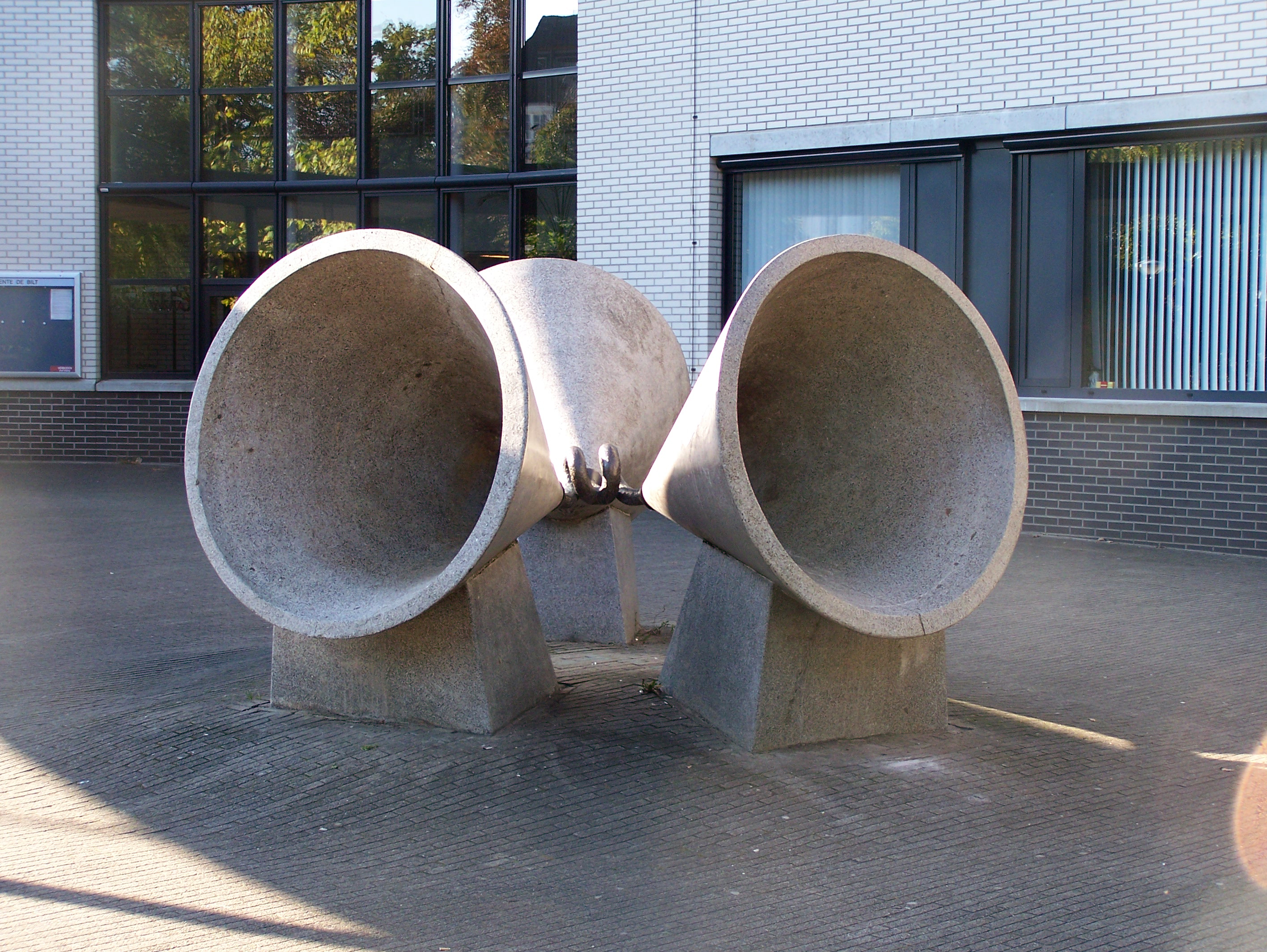
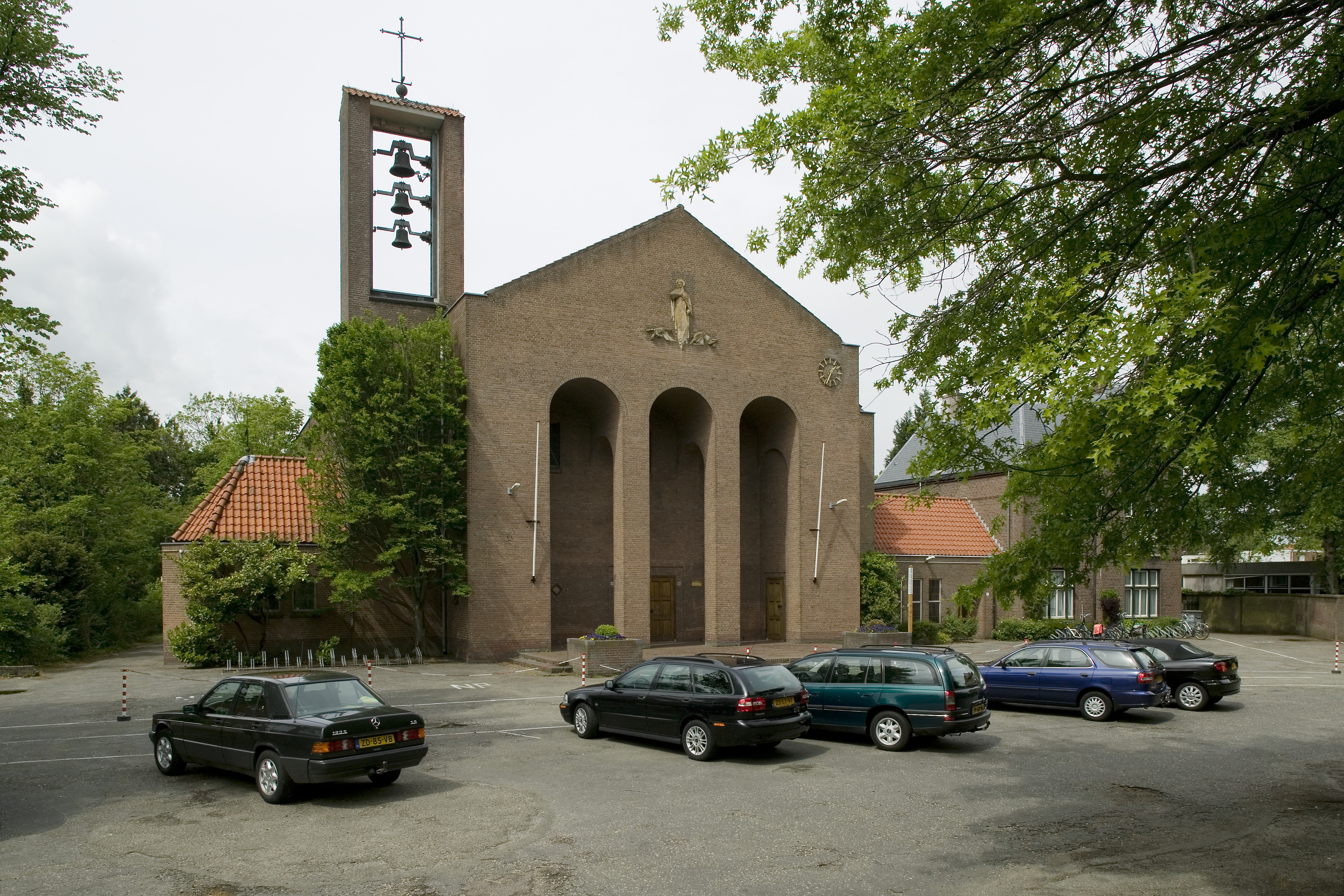
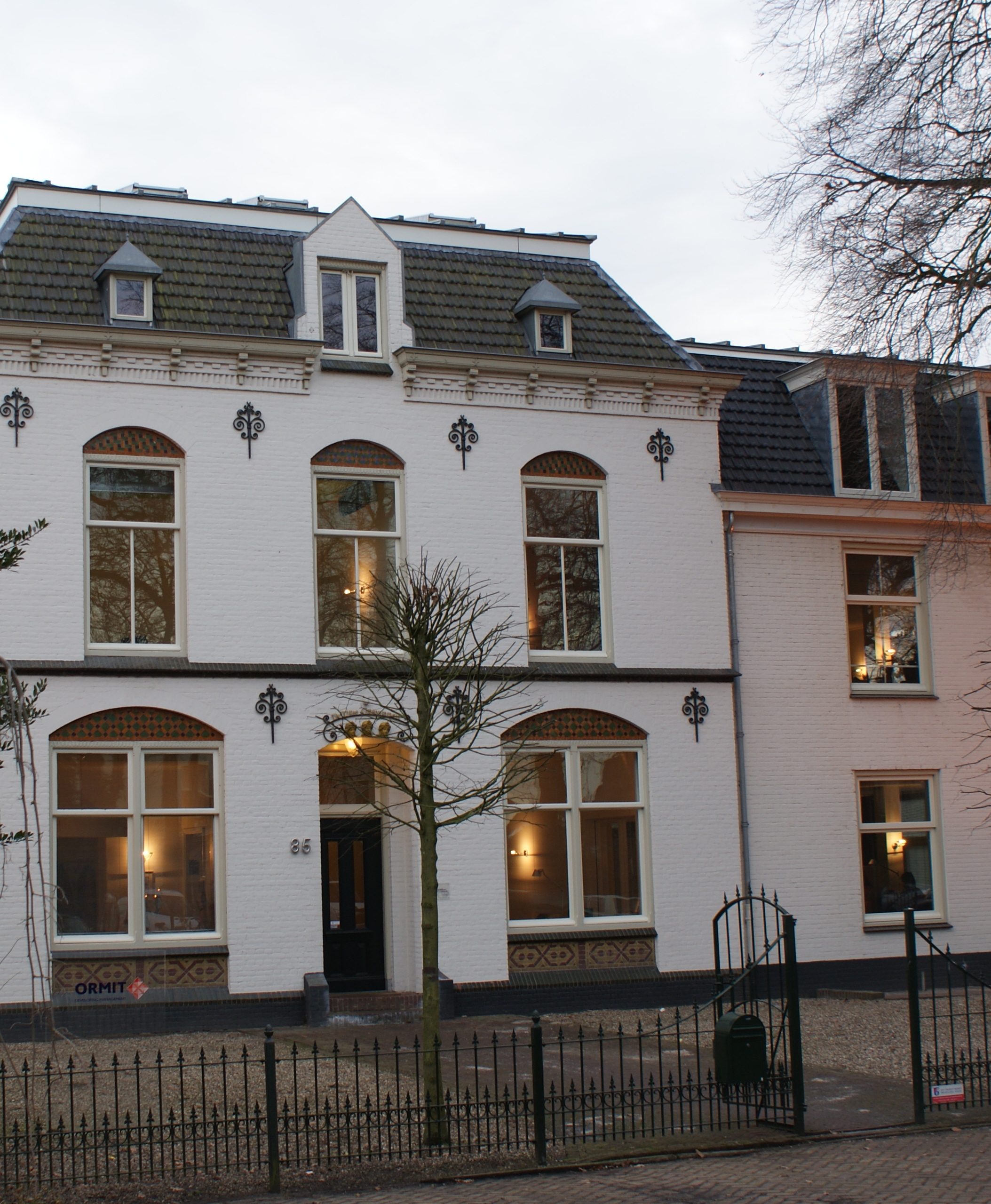

## توأمة
لدي بيلت اتفاقيات توأمة مع:
- كوسفلد

## أعلام
- يوست برورسي
- إيك كريستيان هيرش
- جون بلانكينستاين
- هندريك يان ديفيدز

## وصلات خارجية
- الموقع الرسمي